# 1082
Il 1082 (MLXXXII in numeri romani) è un anno  dell'XI secolo.

## Eventi
- (febbraio) Roberto il Guiscardo completa l'occupazione di Corfù e Durazzo.
- (maggio) In cambio della liberazione di Durazzo, l'imperatore bizantino (ancora formalmente sovrano su Venezia) concede con una "crisobolla" amplissimi diritti e privilegi ai veneziani e ai loro mercanti nei territori dell'Impero.
- Viene completata la Cattedrale di Rochester, in Inghilterra.
- L'imperatore Enrico IV assedia Roma e ottiene di entrare in città. I romani concordano per un sinodo che deve decidere della disputa tra Enrico e Papa Gregorio VII.
- Ducato di Stiria - Ottocaro II succede al fratello Adalberto.

## Nati
- 21 gennaio - Muhammad I, sultano turco († 1118)
- 2 novembre - Hui Zong, imperatore cinese († 1135)
- 11 novembre - Raimondo Berengario III di Barcellona, conte († 1131)
- Costanza d'Altavilla, nobile normanna
- Jaropolk II di Kiev, principe († 1139)
- Minamoto no Yoshikuni, giapponese († 1155)
- Ottocaro II di Stiria, nobile austriaco († 1122)
- Maria di Scozia, nobile scozzese († 1116)
- Teotonio di Coimbra, abate e santo portoghese († 1162)

## Morti
- 4 maggio - Lotario Udo II della marca del Nord, nobile tedesco
- 27 giugno - Ferdinando d'Aragona, vescovo e santo spagnolo (n. 1030)
- 30 settembre - Simone di Crépy, religioso francese (n. 1048)
- 6 dicembre - Raimondo Berengario II di Barcellona, conte (n. 1054)
- Adalberone II di Stiria, nobile austriaco
- Mariano Scoto, monaco cristiano e storico irlandese (n. 1028)
- Teodorico ''flamens'', nobile
- Vifredo VI, conte
- Daini no Sanmi, poeta giapponese (n. 999)

## Calendario
| Calendario 1082 | Calendario 1082 | Calendario 1082 | Calendario 1082 | Calendario 1082 | Calendario 1082 | Calendario 1082 | Calendario 1082 | Calendario 1082 | Calendario 1082 | Calendario 1082 | Calendario 1082 | Calendario 1082 | Calendario 1082 | Calendario 1082 | Calendario 1082 | Calendario 1082 | Calendario 1082 | Calendario 1082 | Calendario 1082 | Calendario 1082 | Calendario 1082 | Calendario 1082 | Calendario 1082 | Calendario 1082 | Calendario 1082 | Calendario 1082 | Calendario 1082 | Calendario 1082 | Calendario 1082 | Calendario 1082 | Calendario 1082 | Calendario 1082 |
| --------------- | --------------- | --------------- | --------------- | --------------- | --------------- | --------------- | --------------- | --------------- | --------------- | --------------- | --------------- | --------------- | --------------- | --------------- | --------------- | --------------- | --------------- | --------------- | --------------- | --------------- | --------------- | --------------- | --------------- | --------------- | --------------- | --------------- | --------------- | --------------- | --------------- | --------------- | --------------- | --------------- |
|                 | 1               | 2               | 3               | 4               | 5               | 6               | 7               | 8               | 9               | 10              | 11              | 12              | 13              | 14              | 15              | 16              | 17              | 18              | 19              | 20              | 21              | 22              | 23              | 24              | 25              | 26              | 27              | 28              | 29              | 30              | 31              |                 |
| Gennaio         | Sa              | Do              | Lu              | Ma              | Me              | Gi              | Ve              | Sa              | Do              | Lu              | Ma              | Me              | Gi              | Ve              | Sa              | Do              | Lu              | Ma              | Me              | Gi              | Ve              | Sa              | Do              | Lu              | Ma              | Me              | Gi              | Ve              | Sa              | Do              | Lu              |                 |
| Febbraio        | Ma              | Me              | Gi              | Ve              | Sa              | Do              | Lu              | Ma              | Me              | Gi              | Ve              | Sa              | Do              | Lu              | Ma              | Me              | Gi              | Ve              | Sa              | Do              | Lu              | Ma              | Me              | Gi              | Ve              | Sa              | Do              | Lu              |                 |                 |                 |                 |
| Marzo           | Ma              | Me              | Gi              | Ve              | Sa              | Do              | Lu              | Ma              | Me              | Gi              | Ve              | Sa              | Do              | Lu              | Ma              | Me              | Gi              | Ve              | Sa              | Do              | Lu              | Ma              | Me              | Gi              | Ve              | Sa              | Do              | Lu              | Ma              | Me              | Gi              |                 |
| Aprile          | Ve              | Sa              | Do              | Lu              | Ma              | Me              | Gi              | Ve              | Sa              | Do              | Lu              | Ma              | Me              | Gi              | Ve              | Sa              | Do              | Lu              | Ma              | Me              | Gi              | Ve              | Sa              | Do              | Lu              | Ma              | Me              | Gi              | Ve              | Sa              |                 |                 |
| Maggio          | Do              | Lu              | Ma              | Me              | Gi              | Ve              | Sa              | Do              | Lu              | Ma              | Me              | Gi              | Ve              | Sa              | Do              | Lu              | Ma              | Me              | Gi              | Ve              | Sa              | Do              | Lu              | Ma              | Me              | Gi              | Ve              | Sa              | Do              | Lu              | Ma              |                 |
| Giugno          | Me              | Gi              | Ve              | Sa              | Do              | Lu              | Ma              | Me              | Gi              | Ve              | Sa              | Do              | Lu              | Ma              | Me              | Gi              | Ve              | Sa              | Do              | Lu              | Ma              | Me              | Gi              | Ve              | Sa              | Do              | Lu              | Ma              | Me              | Gi              |                 |                 |
| Luglio          | Ve              | Sa              | Do              | Lu              | Ma              | Me              | Gi              | Ve              | Sa              | Do              | Lu              | Ma              | Me              | Gi              | Ve              | Sa              | Do              | Lu              | Ma              | Me              | Gi              | Ve              | Sa              | Do              | Lu              | Ma              | Me              | Gi              | Ve              | Sa              | Do              |                 |
| Agosto          | Lu              | Ma              | Me              | Gi              | Ve              | Sa              | Do              | Lu              | Ma              | Me              | Gi              | Ve              | Sa              | Do              | Lu              | Ma              | Me              | Gi              | Ve              | Sa              | Do              | Lu              | Ma              | Me              | Gi              | Ve              | Sa              | Do              | Lu              | Ma              | Me              |                 |
| Settembre       | Gi              | Ve              | Sa              | Do              | Lu              | Ma              | Me              | Gi              | Ve              | Sa              | Do              | Lu              | Ma              | Me              | Gi              | Ve              | Sa              | Do              | Lu              | Ma              | Me              | Gi              | Ve              | Sa              | Do              | Lu              | Ma              | Me              | Gi              | Ve              |                 |                 |
| Ottobre         | Sa              | Do              | Lu              | Ma              | Me              | Gi              | Ve              | Sa              | Do              | Lu              | Ma              | Me              | Gi              | Ve              | Sa              | Do              | Lu              | Ma              | Me              | Gi              | Ve              | Sa              | Do              | Lu              | Ma              | Me              | Gi              | Ve              | Sa              | Do              | Lu              |                 |
| Novembre        | Ma              | Me              | Gi              | Ve              | Sa              | Do              | Lu              | Ma              | Me              | Gi              | Ve              | Sa              | Do              | Lu              | Ma              | Me              | Gi              | Ve              | Sa              | Do              | Lu              | Ma              | Me              | Gi              | Ve              | Sa              | Do              | Lu              | Ma              | Me              |                 |                 |
| Dicembre        | Gi              | Ve              | Sa              | Do              | Lu              | Ma              | Me              | Gi              | Ve              | Sa              | Do              | Lu              | Ma              | Me              | Gi              | Ve              | Sa              | Do              | Lu              | Ma              | Me              | Gi              | Ve              | Sa              | Do              | Lu              | Ma              | Me              | Gi              | Ve              | Sa              |                 |